# Lassana Bathily
Pour les articles homonymes, voir Lassana et Bathily.
Compléments
Popularité liée à son action lors de la prise d'otages de la porte de Vincennes le 9 janvier 2015
Lassana Bathily, né le 27 juin 1990 à Bamako au Mali, est un citoyen français, malien d'origine.
Il est connu pour sa conduite lors de la prise d'otages de la porte de Vincennes, le 9 janvier 2015. Ayant pu s'échapper, il a immédiatement collaboré avec la police. Il devient un symbole, même si des otages et lui-même ont par la suite minimisé son rôle, les médias et les officiels l'ayant présenté comme la personne qui a caché des otages dans une chambre froide au sous-sol de l'Hyper Cacher, ce qui lui a permis d'obtenir la nationalité française sept jours après les faits. Il a ainsi refusé d'être placé comme un héros et a toujours revendiqué que ses actions ont été humaines, et non héroïques.

## Éléments biographiques
Lassana Bathily est un homme malien, du peuple des Soninkés et de confession musulmane. Il est né à Bamako le 27 juin 1990,. Originaire du village de Samba Dramané, dans la province de Kayes, au Mali, il est arrivé légalement en France le 10 mars 2006, et fait des études dans le lycée professionnel Jean-Jaurès (19e arrondissement de Paris) de 2006 à 2009, décrochant deux CAP, de carreleur-mosaïste et de peintre. Après un refus de la préfecture de police de Paris de lui délivrer un titre de séjour en mars 2009, il engage un recours contentieux auprès du tribunal administratif en janvier 2010 et obtient une carte de séjour le 22 juin 2011. Multipliant les emplois précaires (ménage, plonge, bâtiment, commerce), il devient l’homme à tout faire de l’Hyper Cacher en 2012.

## Actions lors de la prise d'otages de la porte de Vincennes
Lassana Bathily est employé au supermarché casher – de la chaîne Hyper Cacher, dont les clients sont essentiellement Juifs. Le vendredi 9 janvier 2015 vers 13 heures, il travaille au sous-sol du magasin au moment de l'arrivée d’Amedy Coulibaly — un homme français d’origine malienne et de confession musulmane, dont la famille est originaire d’un village situé à 15 kilomètres du sien — un terroriste qui tuera quatre personnes et prendra les autres clients en otage.
Lassana Bathily, au sous-sol, aurait guidé alors plusieurs clients vers une chambre froide pouvant se fermer de l’intérieur, aidant à cacher un groupe de six personnes, dont un bébé,,,. D'autres otages, qui ont tenté de se cacher dans la seconde chambre froide qui ne ferme pas de l'intérieur, sont ensuite forcés à remonter dans le magasin et y découvrent les corps des victimes,. Lassana Bathily parvient à sortir de l'Hyper Cacher grâce à un monte-charge et une sortie de secours. Il est intercepté par les policiers du RAID. Il leur donne spontanément des informations sur la configuration du magasin, les clés de celui-ci (dont celles du volet automatique métallique alors abaissé). Ces clefs vont être utilisées au moment de l'assaut par le RAID et la BRI pour relever le rideau de fer de la porte d'entrée principale. Tous ces éléments sont primordiaux et décisifs,, pour le sauvetage des otages,,. Le chef du RAID, Jean-Michel Fauvergue, salue publiquement le rôle primordial de Lassana Bathily,. 
Toutefois, le quotidien Libération écrit le 7 juin 2015 que trois des personnes prises en otage et présentes au sous-sol de l'Hyper Cacher, affirment que le manutentionnaire leur aurait seulement proposé de fuir avec lui par le monte-charge, ce qu'ils auraient décliné. L'un d'eux explique avoir « arraché tous les fils » pour arrêter le système de congélation, éteint la lumière et, après en avoir trouvé les clefs, s'être enfermé avec le groupe dans la chambre froide. Une des trois otages déclare : « Ce qui s’est passé le 7 et le 9 janvier, c’est tellement horrible que les médias et les politiques ont besoin de trouver une belle histoire » et un autre indique : « Lassana Bathily est quelqu’un de vraiment bien, adoré de tous ses collègues de l’Hyper Cacher, et qui effectivement nous a proposé de nous sauver, en prenant avec lui le monte-charge. Mais il n’a pas pu nous sauver, puisque nous avons tous refusé. Dehors, il a aidé la police. Les médias et les officiels ont voulu enjoliver le tableau, ajoutant qu’il nous aurait fait descendre, cachés, etc. Ce n’est pas vrai, mais ce n’est pas la faute de Lassana. À ce moment-là, la France avait besoin d’un héros. » Selon maître Patrick Klugman, leur avocat, « Lassana Bathily, qui n’a jamais, lui-même, exagéré son rôle, s’est vu embarqué, de par l’emballement médiatique, dans une histoire assez éloignée de la réalité. Il s’est retrouvé malgré lui investi de pouvoirs surnaturels. Il aurait sauvé des vies au détriment de la sienne. Du point de vue de mes clients, c’est vraiment exagéré. Il a eu une action positive même s’il n’a pas permis de sortir les personnes dans la chambre froide ».

## Naturalisation française

### Procédure
Le jeudi 15 janvier François Hollande, président de la République, appelle personnellement Lassana Bathily pour lui annoncer qu'il sera naturalisé. Le ministre de l'Intérieur, Bernard Cazeneuve, annonce dans la foulée qu'il sera bien naturalisé Français.

### Cérémonie
Lassana Bathily est naturalisé français, par décret du 16 janvier 2015. Le mardi 20 janvier, à 19 h 30, le ministre de l'Intérieur, Bernard Cazeneuve, préside une cérémonie télévisée en direct, au ministère de l'Intérieur, place Beauvau. Le Premier ministre, Manuel Valls, était présent à cette cérémonie. Il lui a remis trois symboles d'entrée dans la citoyenneté française : une lettre signée du président de la République, un passeport français et une médaille.

### Extraits du discours de Lassana Bathily
Le 20 janvier 2015, lors de sa cérémonie de naturalisation, Lassana Bathily prononce un discours dont voici quelques extraits :
« Je vous remercie de tout mon cœur, ce soir je suis très fier et très ému. Je souhaite remercier chaleureusement tous ceux qui m’ont fait confiance, qui m’ont soutenu depuis toujours. Je pense à mes parents, je remercie mes amis, mes proches en France qui m’ont fait partager des moments agréables.

Je remercie les associations qui m’ont soutenu en France, je remercie Hyper Cacher de la confiance que l'équipe m'a témoignée. Je vous remercie tous de votre présence ce soir c’est un moment très important pour moi. Les gens sont tous égaux, pour moi il n’y a pas de question de couleurs. La France est un pays des Droits de l’homme.
Les gens me prennent pour un héros. Mais je ne suis pas un héros, je suis Lassana, je resterai moi-même. Mon cœur a parlé et m’a fait agir. Il n’y a pas de questions de communautés ou religions. Je suis très heureux mais c’est très difficile aussi car j’ai perdu quelqu’un que j’aimais beaucoup, Yoan Cohen, et avec qui je rigolais tout le temps. J’ai besoin d’aller rejoindre ma famille en Afrique, j'ai besoin de leur regard, leurs conseils et leur bénédiction. Je dois prendre du recul.

Je suis tellement content d’avoir la double nationalité. Vive la liberté, vive l’amitié, vive la solidarité, vive la France. »
— Lassana Bathily
Cette naturalisation fait la fierté des Maliens,.

## Après janvier 2015
Le 6 janvier 2016, Flammarion publie le livre-témoignage Je ne suis pas un héros. Il a fondé une association avec pour premier projet un système d’irrigation pour son village, au Mali.
Il vit discrètement par crainte de possibles représailles de sympathisants du djihad. Il est d'autant plus prudent que le terrorisme manque de le croiser de nouveau lors des attentats du 13 novembre 2015 : à 300 mètres du Bataclan, il passera la nuit bloqué dans un café. Puis, de retour au Mali, il passe à l'hôtel Radisson Blu de Bamako, juste avant l'attaque terroriste du 20 novembre qui fera 20 victimes. Il commente ainsi ces hasards : « De toute façon, tout ce qui va m'arriver, m'arrivera, je ne peux rien faire dessus. C'est le destin. »
Il partage son temps entre diverses sollicitations en France et à l'étranger (Tunisie, Allemagne, États-Unis...), et son nouveau travail pour la mairie de Paris. Rappelant sa modeste condition de départ, il participe à des dialogues citoyens avec la jeunesse : « Beaucoup de jeunes ne croient plus en l'avenir, ils sont vraiment perdus, constate-t-il. Je leur dis qu'il faut qu'ils soient des combattants. Les jeunes d'ici, ils ont beaucoup d’avantages par rapport à ceux qui viennent d’ailleurs. Ils ont fait des études, ils ont presque tout. Il faut les motiver, et leur dire que « ça ne vient jamais tout seul » ».
Lors de la campagne pour les élections européennes de 2019 en France, il préside le comité de soutien de la liste du Parti communiste français menée par Ian Brossat.
En 2021, il est nommé chevalier de l'ordre national du Mérite.
En 2024, il devient relayeur de la flamme olympique lors des jeux olympiques à Paris, devant le Panthéon.

## Hommages

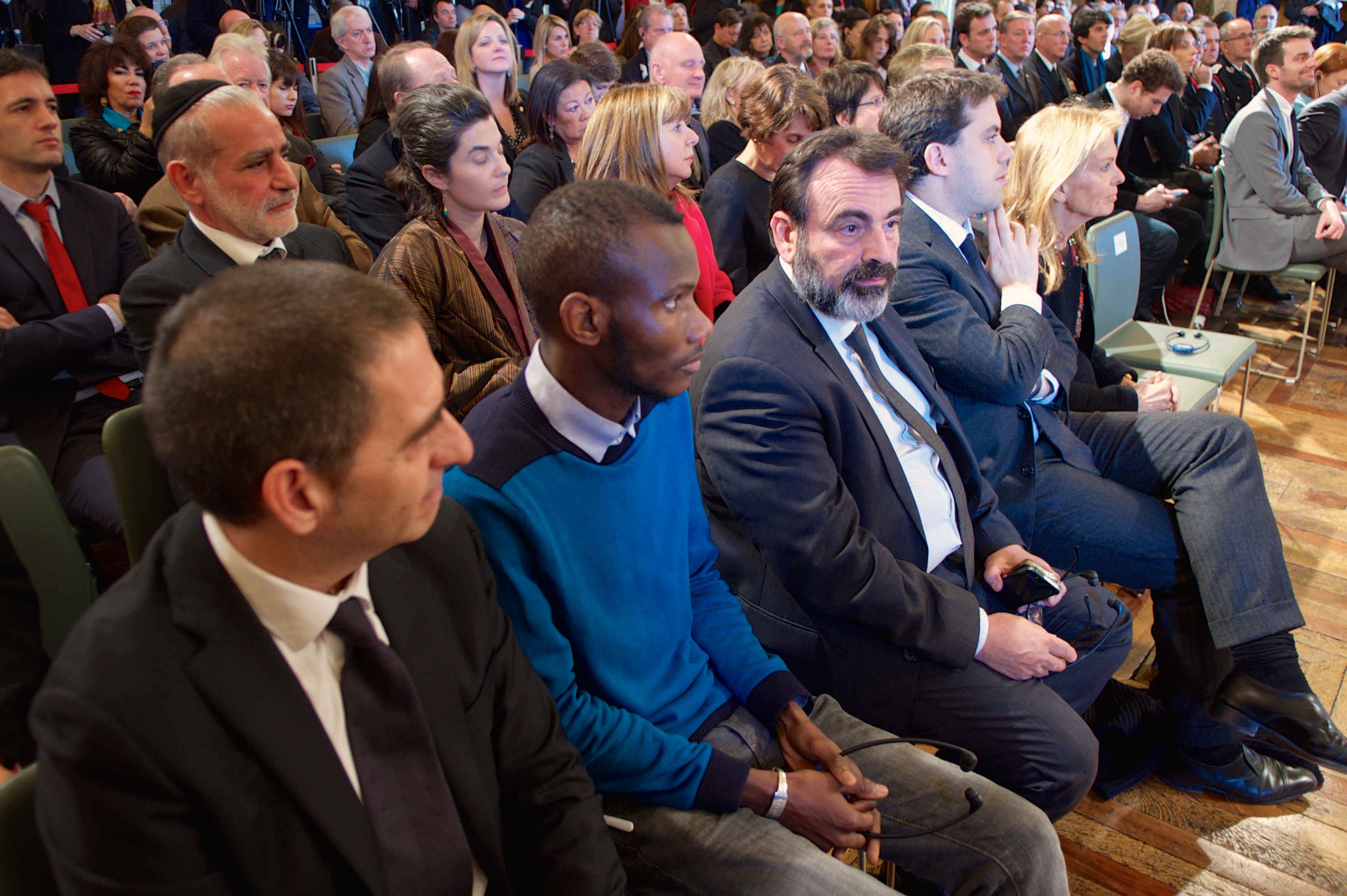
Lassana Bathily (en pull bleu) assiste à la cérémonie d’hommage aux victimes, à la mairie de Paris, le 16 janvier 2015, pendant que John Kerry le félicite.

Peu après leur sortie les otages remercient Lassana Bathily,. Les hommages se multiplient sur les réseaux sociaux, ainsi qu'à l'étranger et en France. Le fait que ce soit un musulman qui ait ainsi protégé des Juifs sera particulièrement relevé,.

### États-Unis
Le président américain Barack Obama lui a rendu hommage en ces termes : « Le monde sait que des Juifs ont été attaqués dans un supermarché casher à Paris. Nous devons nous souvenir de l'employé de ce supermarché, un musulman, qui a caché des clients juifs et leur a sauvé la vie. Et quand on lui a demandé pourquoi il avait fait cela, il a répondu : « Nous sommes frères ». Nous venons de pays différents, de différentes cultures et de différentes religions, mais il est important de nous inspirer des actes héroïques de ce modeste employé ».
Lors de son passage en France le 16 janvier, le secrétaire d'État des États-Unis John Kerry a rencontré Lassana Bathily au magasin Hyper Cacher, l'a mis à l'honneur de son discours et a fait son éloge en français,,. 
Le 24 mars 2015 à Los Angeles, Lassana Bathily reçoit la médaille du courage du Centre Simon-Wiesenthal,.

### Mali
Lors de sa venue à Paris pour la manifestation du 11 janvier à Paris, le président du Mali, Ibrahim Boubacar Keïta, a reçu Lassana Bathily et lui a manifesté « toute sa fierté face à un citoyen malien aussi valeureux ». Il déclarera également « Coulibaly a jeté le drapeau malien par terre. Et toi, Lassana, tu l’as ramassé ».

### Israël
Lassana Bathily est remercié par le Premier ministre d'Israël Benyamin Netanyahou dès le 11 janvier 2015 lors de son discours à la Grande synagogue de Paris. 

### France
Le 23 février 2015, à l’occasion 30e dîner du CRIF, Roger Cukierman lui remet le prix du CRIF par l'intermédiaire de son cousin car Lassana est alors au Mali avec sa famille.

## Célébrité, «héroïsme» et symbole
C'est BFM TV qui obtient la première interview, à sa sortie de l’hôpital de l'Hôtel Dieu où il était placé en observation, dans laquelle il raconte simplement ce qu'il a fait. Un emballement médiatique s'ensuit, au point qu'il soit harcelé par les médias, puis il est reçu à l’Élysée, au Centre Simon-Wiesenthal et à Beverly Hills, il reçoit des lettres de Corée du Sud, des remerciements de Benyamin Netanyahou à la synagogue de Paris, une accolade du maire de New York, Bill de Blasio, des remerciements de John Kerry et de Barack Obama. François Hollande lui dira qu'il est son « Français préféré » et Mathieu Kassovitz que son histoire est un « film ».
On lui propose par ailleurs de monnayer ses interviews, de faire du merchandising, des tee-shirts, ce qu'il refuse.
Lassana Bathily déclare à propos de tout cela « j'ai vécu une épreuve dont je me serais bien passé, mais je n’ai pas eu le choix. Je suis devenu un symbole. À moi d'en faire quelque chose de positif. Je le sais, ma vie ne peut plus être comme avant. Mais je suis quelqu'un de normal. Tout ce que je veux, c’est être tranquille. Je veux reprendre ma place d’homme ordinaire. La célébrité, ce n'est vraiment pas mon truc [...] Ce que j'ai fait, c'était naturel. Je n'ai pas caché des juifs mais des hommes. J'ai agi avec mon cœur, un point c'est tout. Je suis juste Lassana. Un héros, c'est quelqu’un d’extraordinaire, comme Nelson Mandela. Un héros, c'est celui qui combat pour la paix. [...] Je suis comme tout le monde, je veux avancer. La nationalité française, ce n'est plus une fin en soi. Je veux diffuser un message d’espoir auprès des jeunes, leur parler des valeurs transmises par la cellule familiale pour éviter qu'ils soient les cibles des fondamentalistes de toutes sortes. Mon combat vient juste de commencer. »
Pour Michel Royer, documentariste et proche de Lassana Bathily, « tous les ingrédients étaient réunis. Un Malien musulman qui sauve des juifs des griffes d'un terroriste musulman d'origine malienne. Il y a peut-être eu un côté infantile, mais Lassana devient un symbole vivant en cristallisant les espoirs des gens. Il prouve que, dans une société recroquevillée, chacun peut avoir sa part d'humanité. Il n’y a pas de récupération, Lassana est un être humain positif au milieu d'une merde noire. On avait tous besoin de ça. [...] [Il] s’est comporté en conformité avec son éducation. Les Soninkés sont des gens très droits. Pour eux, la dimension collective est capitale, la solidarité ne se discute pas. C’est quelque chose d’à peine compréhensible chez nous. Imaginez : quand ma mère est morte, ils ont fait une collecte. En ce sens, Lassana est très représentatif de cette culture. »

### Sources
- Laurent Telo, « Lassana Bathily, héros malgré lui », M, le magazine du Monde, Le Monde,‎ 18 décembre 2015 (ISSN 1950-6244, lire en ligne).